# Sundhultsbrunn
Sundhultsbrunn, även Sunhultsbrunn eller Sunhult, är en tätort i Frinnaryds socken i Aneby kommun i Jönköpings län.
Orten ligger vid sjön Söljen och här finns värdshus, skola, hembygdsgård och bensinstation, QStar. Tidigare fanns här även en matbutik.
Den 11 april 2005 utspelade sig ett gisslandrama i samhället och den Nationella insatsstyrkan kallades in. Ingen person skadades vid gisslantagningen.

## Namnet
I ortnamnet ingår bynamnet Sundhult (skrivet Siwndult 1386), som innehåller mansnamnet Siunde. -hult, vars grundläggande betydelse är "skog". . Namnet skrivs numera såväl Sundhultsbrunn som Sunhultsbrunn. Olika myndigheter använder olika stavning. Aneby kommun använder stavning utan "d" och har också en annan namnförklaring  . Även Posten och Vägverket (se bild av vägskylt) föredrar stavning utan "d", medan Lantmäteriverket och SCB använder "d"-stavningen.

## Infrastruktur

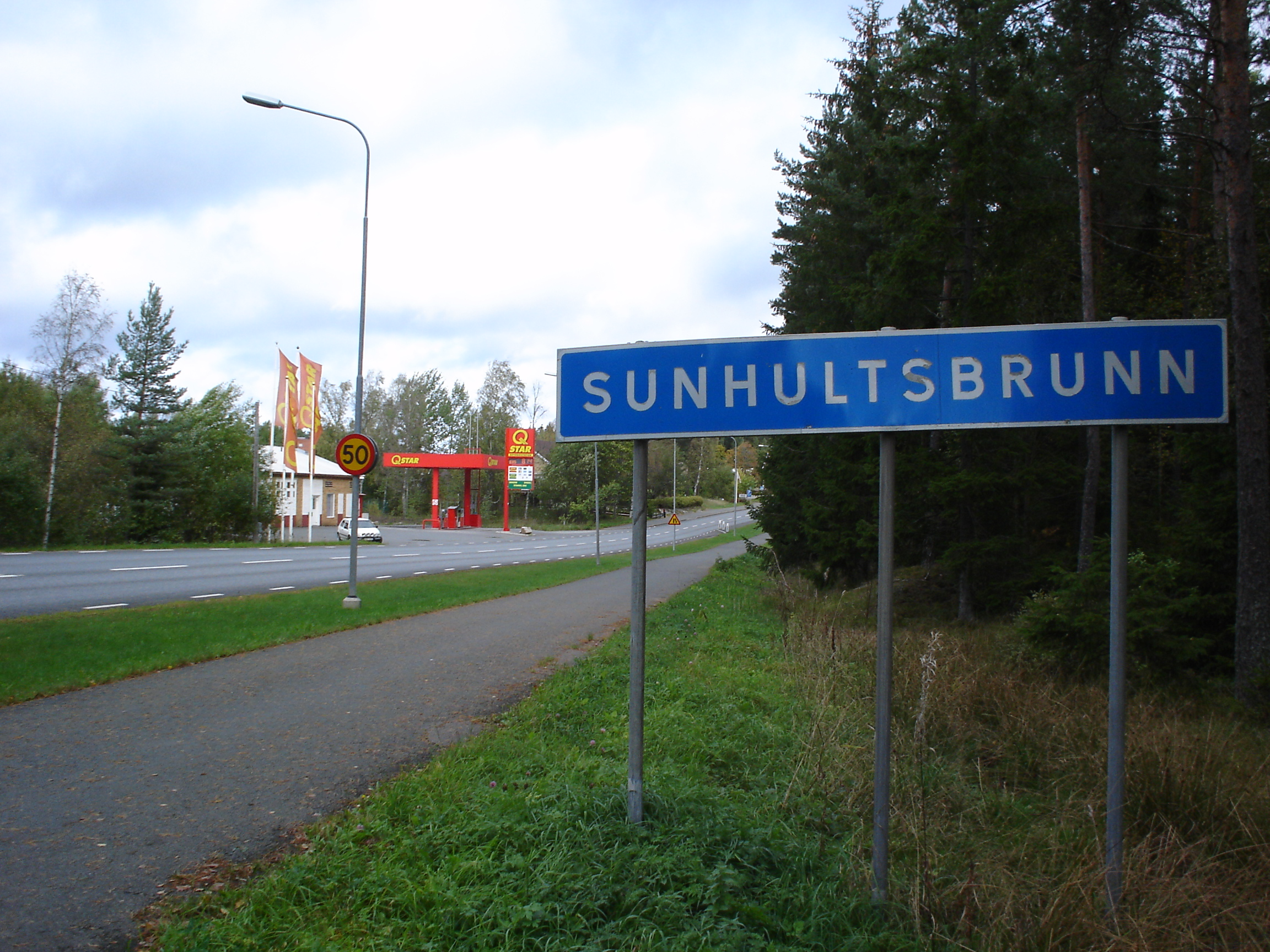
Riksväg 32 är en av vägarna som leder till Sundhultsbrunn

Sundhultsbrunn ligger längs riksväg 32 mellan Mjölby och Eksjö. Det finns också småvägar som leder till Tranås och den lilla orten Frinnaryd i närheten.
Från orten går det dagligen bussar till Eksjö och Tranås. Även bussar som ska vidare till Stockholm, exempelvis Viking Lines bussar, hämtar upp personer från Sundhultsbrunn.

## Näringsliv

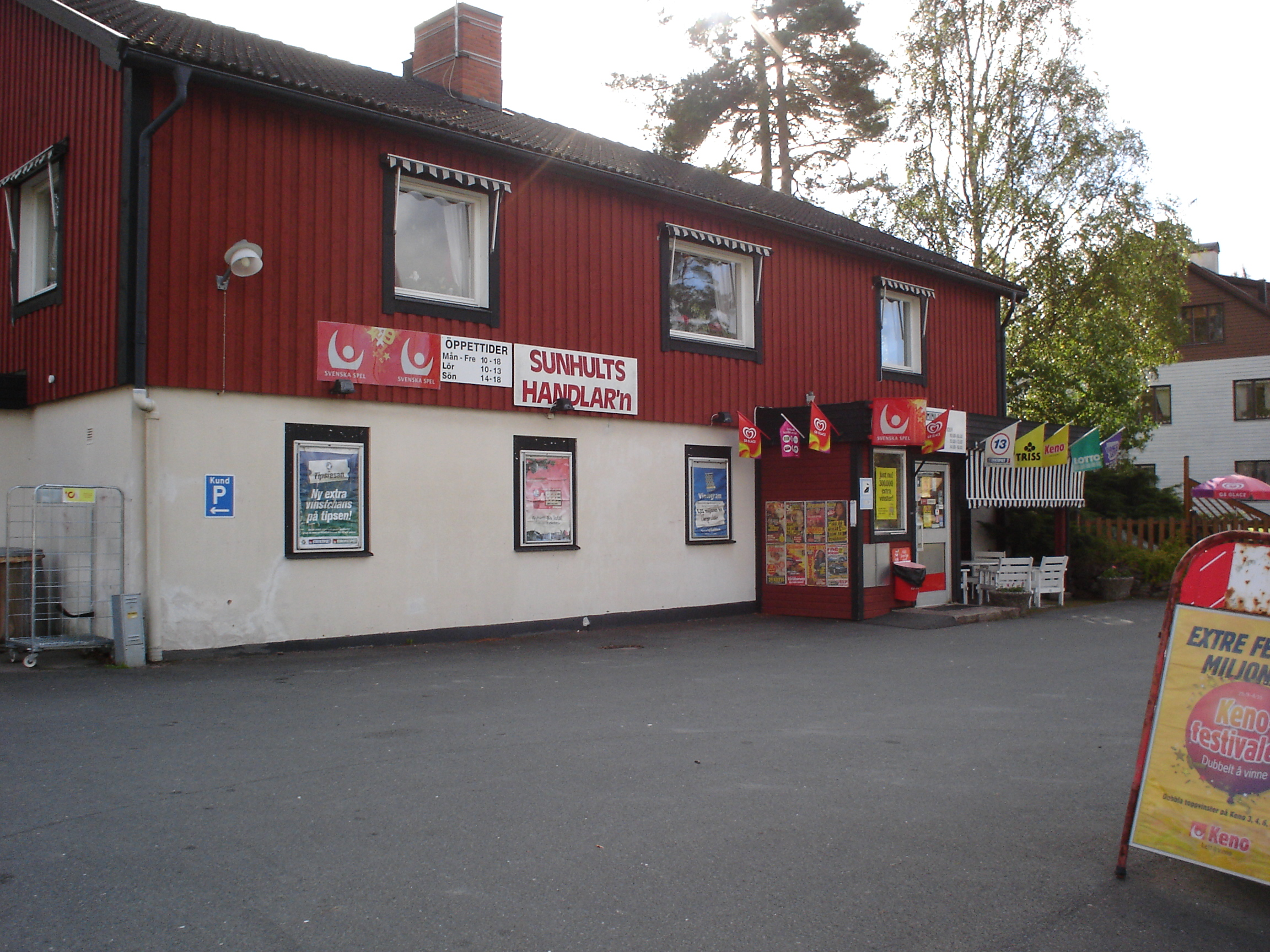
Sunhultshandlar'n - Sundhultsbrunns sista matbutik

I Sundhultsbrunn finns det bensinmack, matbutik, värdshus, frisör och ett byggföretag. Tidigare fanns det även en sy- och klädesbutik. Under slutet av 1990-talet fanns bredvid bensinstationen också en kiosk. På grund av dålig lönsamhet lades denna ned ungefär vid millennieskiftet 1999-2000.

## Sevärdheter
Naturen runt omkring och i Sundhultsbrunn är mycket rik, här finns bland annat stora strövområden och en badplats (Söljen). I orten finns dessutom två kyrkor, varav en av dessa ligger i tätorten (Allianskyrkan). I den centrala delen av orten, precis bredvid Allianskyrkan, finns ett torg, som inte används allt för flitigt. Men ibland händer det ändå att hembygdsföreningen anordnar en loppmarknad, vilket bland annat brukar ske kring Lucia.

## Befolkningsutveckling
| Befolkningsutvecklingen i Sundhultsbrunn 1960–2020                | Befolkningsutvecklingen i Sundhultsbrunn 1960–2020 | Befolkningsutvecklingen i Sundhultsbrunn 1960–2020 | Befolkningsutvecklingen i Sundhultsbrunn 1960–2020 | Befolkningsutvecklingen i Sundhultsbrunn 1960–2020 |
| ----------------------------------------------------------------- | -------------------------------------------------- | -------------------------------------------------- | -------------------------------------------------- | -------------------------------------------------- |
|                                                                   |                                                    |                                                    |                                                    |                                                    |
| År                                                                |                                                    |                                                    | Folkmängd                                          | Areal (ha)                                         |
| 1960                                                              | 1960                                               |                                                    | 182                                                | ¤                                                  |
| 1965                                                              | 1965                                               |                                                    | 235                                                |                                                    |
| 1970                                                              | 1970                                               |                                                    | 275                                                |                                                    |
| 1975                                                              | 1975                                               |                                                    | 413                                                |                                                    |
| 1980                                                              | 1980                                               |                                                    | 418                                                |                                                    |
| 1990                                                              | 1990                                               |                                                    | 417                                                | 41                                                 |
| 1995                                                              | 1995                                               |                                                    | 386                                                | 41                                                 |
| 2000                                                              | 2000                                               |                                                    | 348                                                | 40                                                 |
| 2005                                                              | 2005                                               |                                                    | 314                                                | 40                                                 |
| 2010                                                              | 2010                                               |                                                    | 311                                                | 40                                                 |
| 2015                                                              | 2015                                               |                                                    | 301                                                | 46                                                 |
| 2020                                                              | 2020                                               |                                                    | 312                                                | 46                                                 |
| Anm.: Ny tätort 1965 ¤ Som tätortsbebyggelse med 150-199 invånare |                                                    |                                                    |                                                    |                                                    |